# Phaulacantha
Phaulacantha är ett släkte av fjärilar. Phaulacantha ingår i familjen vecklare.
Kladogram enligt Catalogue of Life:
| Phaulacantha | \| \| Phaulacantha acyclica \| \| \| \| \| \| Phaulacantha catharostoma \| \| \| \| \| \| Phaulacantha metamelas \| \| \| \| |
|              | \| \| Phaulacantha acyclica \| \| \| \| \| \| Phaulacantha catharostoma \| \| \| \| \| \| Phaulacantha metamelas \| \| \| \| |
|              | Phaulacantha acyclica |
|              | |
|              | Phaulacantha catharostoma |
|              | |
|              | Phaulacantha metamelas |
|              | |